# Thore Schäck

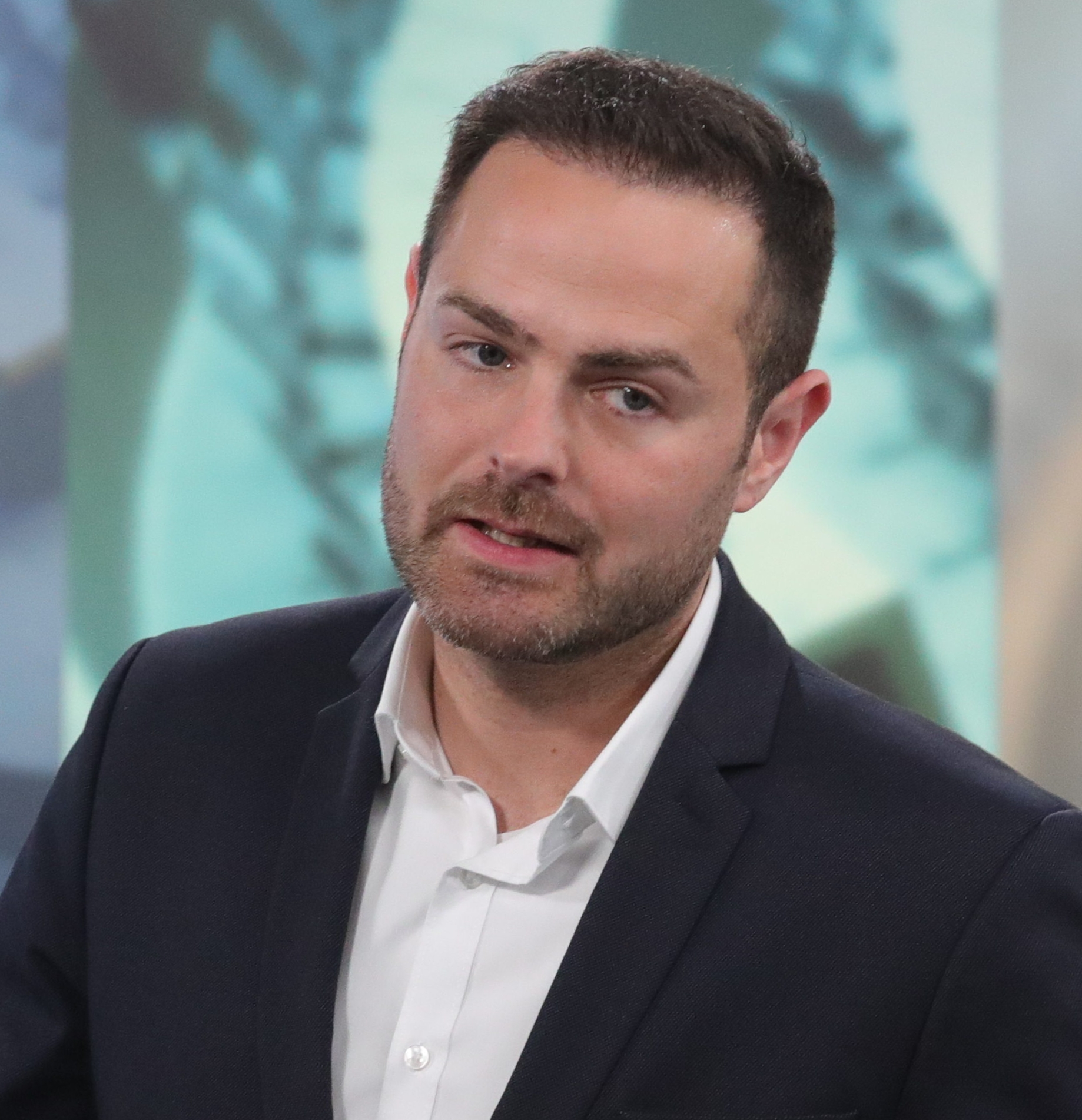
Thore Schäck (2023)

Thore Schäck (* 1985 in Delmenhorst) ist ein deutscher Politiker (FDP). Seit 2019 ist er Bürgerschaftsabgeordneter und seit 2020 Landesvorsitzender der FDP Bremen. Seit Juni 2023 ist er zudem Fraktionsvorsitzender der FDP-Fraktion in der Bremischen Bürgerschaft.

## Biografie

### Familie und Ausbildung
Schäck wuchs in Bremen auf und besuchte die Freie Waldorfschule Bremen. 2005 legte Schäck dort das Abitur ab und absolvierte anschließend seinen Zivildienst in Bremen an der Fritz-Gansberg-Schule.
Schäck ist verheiratet und lebt in Bremen-Horn. Er ist Mitglied der Vereine „Die Bremer Suppenengel e. V.“, „Bürgerpark Bremen“ und dem Bremer Tierschutzverein.
Zwischen 2006 und 2009 absolvierte Schäck ein Studium der Betriebswirtschaftslehre an der Universität Bayreuth, das er mit dem Bachelor of Science abschloss. Während dieser Zeit war er in Doppelspitze Fachschaftsvorsitzender und Sprecher der wirtschaftswissenschaftlichen Studenten.
Anschließend studierte Schäck Wirtschaftspsychologie an der Universität Bremen und schloss das Studium 2012 mit dem Master of Science ab.

### Beruf
Schäck arbeitete nach seinem Studium u. a. als Unternehmensberater in Frankfurt, baute den Personalbereich von traum-ferienwohnungen.de aus und leitete dann den Personalbereich bei About You in Hamburg. Seit 2020 ist er Geschäftsführer der Hansereich GmbH und besitzt die Beteiligungsgesellschaft TIE Investa UG (haftungsbeschränkt), während er auch Teilzeit bei der FREQCON GmbH tätig ist.

### Politik
Zunächst engagierte sich Schäck kurze Zeit für die SPD Bremen im Ortsverband Horn-Achterdiek. Anschließend verließ er die SPD.
Schäck ist seitdem Mitglied der Jungen Liberalen und Mitglied der FDP Bremen. Im April 2017 wurde er auf der Landesmitgliederversammlung der Jungen Liberalen Bremen zum Landesvorsitzenden gewählt und 2018 für ein weiteres Jahr im Amt bestätigt. Im Frühling 2017 wurde Schäck als Beisitzer in den Landesvorstand der FDP Bremen gewählt und in den Vorstand des Kreisverband Bremen-Ost kooptiert. Im Frühling 2018 wurde er in den geschäftsführenden Landesvorstand der FDP Bremen und zum stellvertretenden Kreisvorsitzenden des Kreisverbandes Bremen-Ost gewählt.

Zur Bundestagswahl 2017 kandidierte Schäck erfolglos für die FDP auf Platz 5 der Landesliste.
Auf der Landesmitgliederversammlung der Jungen Liberalen Bremen im November 2018 wurde er zu deren Spitzendenkandidaten für die Bürgerschaftswahl 2019 nominiert, der FDP-Landesparteitag im November 2018 wählte ihn auf Platz 3 der Landesliste.
Seit Mai 2019 ist er Mitglied der Bremischen Bürgerschaft und seit Juni 2023 Fraktionsvorsitzender der FDP-Fraktion.
Im Oktober 2020 wurde Schäck zum Landesvorsitzenden der FDP Bremen als Nachfolger von Hauke Hilz gewählt. 2022 wurde er wiedergewählt. 
Am 27. August 2022 wurde Schäck mit 91,6 % zum Spitzenkandidaten der FDP Bremen für die Bürgerschaftswahl 2023 gewählt. Schäck erhielt bei der Bürgerschaftswahl 2023 7.388 Personenstimmen von 1.097.283 in der Stadt Bremen abgegebenen gültigen Stimmen. Die FDP schaffte mit einem Gesamtergebnis von 5,1 Prozent den Wiedereinzug in die Bürgerschaft. Anschließend wurde er zum Fraktionsvorsitzenden gewählt. 
Beim 74. Bundesparteitag der FDP am 21. April 2023 in Berlin, wurde Schäck mit 86 Prozent als Beisitzer in den Bundesvorstand der FDP gewählt.
Er ist Mitglied in folgenden Gremien:
- Haushalts- und Finanzausschüsse
- Controllingausschüsse
- Deputation für Wirtschaft und Häfen